# Billet de 10 dollars américains
Recto
Verso
Le billet de 10 dollars est un billet de banque d'une valeur de dix dollars actuellement en circulation aux États-Unis. Le recto du billet est à l'effigie du premier secrétaire au Trésor des États-Unis Alexander Hamilton.

## Historique
Le 17 juin 2015, le secrétaire au Trésor Jacob Lew annonçait que, pour 2020, date du centenaire du XIXe amendement donnant le droit de vote aux femmes, une femme, qui « devra avoir agi pour promouvoir la démocratie », figurerait sur ce billet. Son nom devait être dévoilé à la fin de l'année 2015, après consultation populaire. Cependant, le 20 avril 2016, Jacob Lew annonce qu'Alexander Hamilton figurera toujours sur le billet de 10 dollars, au profit d'un changement sur celui de 20 dollars. 